# Suchy Obycz
Suchy Obycz – najwyższe wzniesienie Pogórza Przemyskiego o wysokości 616 m n.p.m., położone na północny wschód od Arłamowa.
Na wschód od Suchego Obycza znajduje się Kiczera Wysoka (575 m n.p.m.), na południowym wschodzie Ralce (596 m n.p.m.), na północy Pasieka (528 m n.p.m.), na południu wzgórze o wysokości 587 m.
Poniżej szczytu, po jego wschodniej stronie, przebiega droga Arłamów-Pacław przez Paportno, po stronie zachodniej droga Arłamów-Makowa.

## Szlaki turystyczne
– przez szczyt już nie przebiega niebieski szlak turystyczny.
Ze względu na wycinkę drzew w lesie szlak ten został przeniesiony na drogę.
 – przez szczyt przebiega teraz żółty szlak który się zaczyna w Rybotyczach i łączy się z niebieskim na drodze asfaltowej.